# Гек, Марк Константинович
Марк Константинович Гек (21 марта 1933 (в некоторых источниках — 1934), Ленинград, СССР — 10 сентября 2019) — советский футболист, защитник. Мастер спорта СССР (1956).

## Биография
Воспитанник ленинградского «Динамо», также играл за «Динамо» в хоккей с шайбой (1949—1961) и хоккей с мячом 1954—1955).
В 1955 году был приглашён в «Зенит». В чемпионате СССР дебютировал 26 июня в домашнем матче против кишинёвского «Буревестника».
В августе в составе сборной Ленинграда занял 4-е место на I Спартакиаде народов СССР, по итогам которой стал мастером спорта.
За 3,5 года (1956—1959) не пропустил ни одного матча чемпионата, только трижды не отыграв всю игру — один раз был заменён, один раз удалён и один раз вышел на замену. В 1961 году Гека из состава вытеснил Василий Данилов.
В 1962—1963 годах он был в составе «Трудовых резервов» (Луганск), по другим источникам — в СК «Светлана» (1962) и СК «Электросила» (1964—1974).
Характеризовался исключительной работоспособностью. Не обладал высокими скоростными данными, но был старательным, грамотно выбирал позицию. Был физически силён, играл плотно, жёстко.
Позже работал стеклодувом в ГОИ (1964—1989), СПбГХПА имени А. Л. Штиглица (с 1998), играл в матчах ветеранов.